# سیارک ۲۹۵۶۱
سیارک ۲۹۵۶۱ (به انگلیسی: 29561 Iatteri، نامگذاری:1998DU10) بیست و نه هزار و پانصد و شصت و یکمین سیارک کشف شده‌است که در ۲۱ فوریه ۱۹۹۸ کشف شد.